# Wojciech Kossak

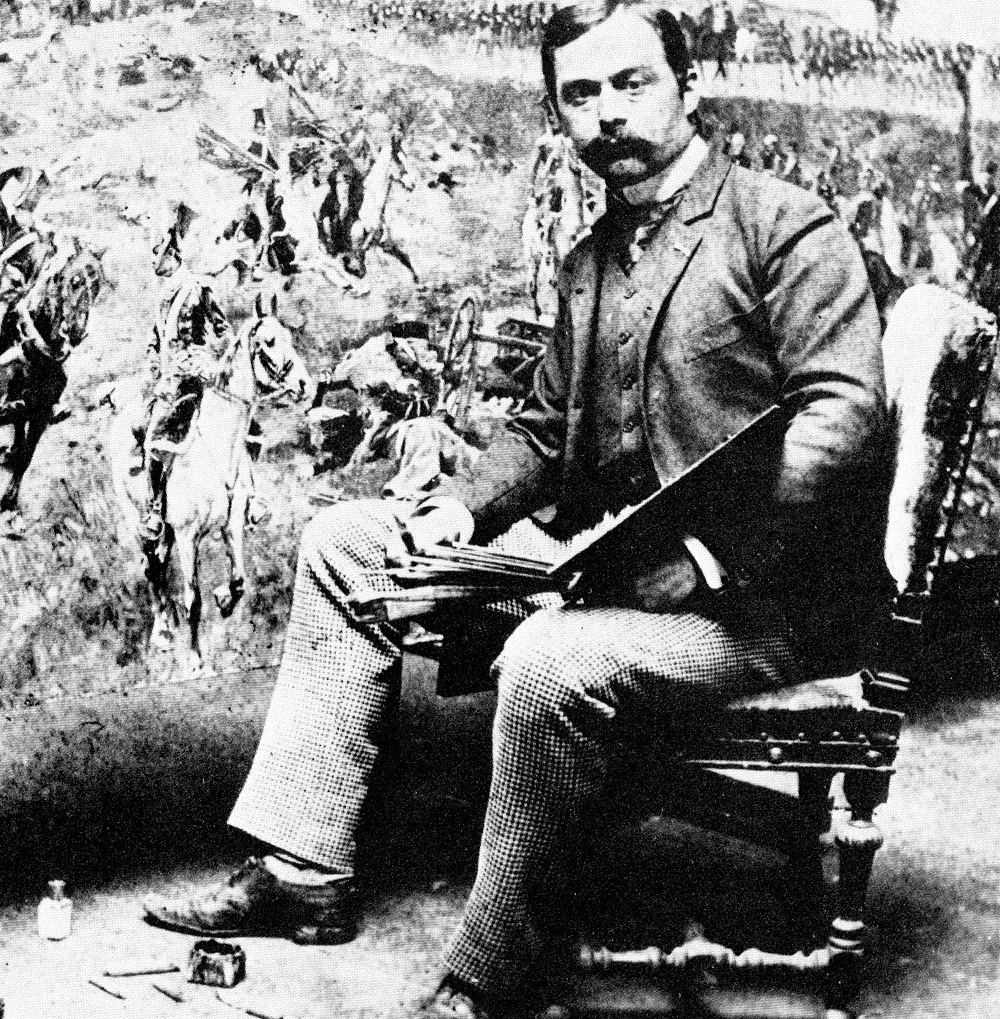
Wojciech Kossak pintando "Pobojowisko pod Iganiami"

Wojciech Kossak (París, 31 de diciembre de 1857 –Cracovia, 29 de julio de 1942) fue un pintor polaco miembro de la familia Kossak, su padre era el eminente pintor Juliusz Kossak, su hermano gemelo el luchador por las libertades Tadeusz Kossak y era padre del pintor Jerzy Kossak.

## Biografía

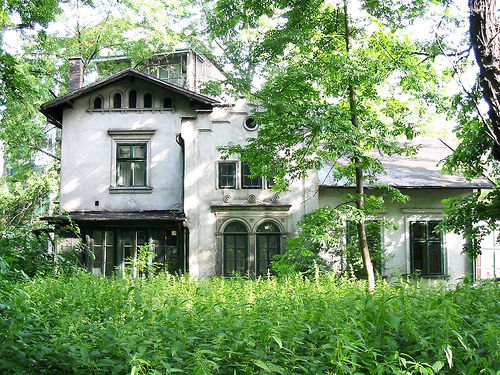
La casa familiar „Kossakówka” en barrio de Zwierzyniec (Cracovia)

Wojciech Horacy Kossak nació en París en la Nochevieja de 1857 y su hermano gemelo poco después el día de año nuevo de 1858. Sus padres abandonaron Francia poco después de la boda y su segundo nombre se le puso en honor a su padrino el pintor francés Horace Vernet. 
Kossak asistió al colegio en la Plaza de las Tres Cruces de Varsovia y estudió más tarde en un instituto de Cracovia mientras su padre lo instruía como pintor.
En los años 1871-1873 Wojciech estudió en la Escuela de Dibujo y Pintura (más tarde Escuela de Bellas Artes) con Władysław Łuszczkiewicz, y más tarde en la Academia de Bellas Artes de Múnich con profesores como  Aleksandra Strähubera y Alexander Wagner.

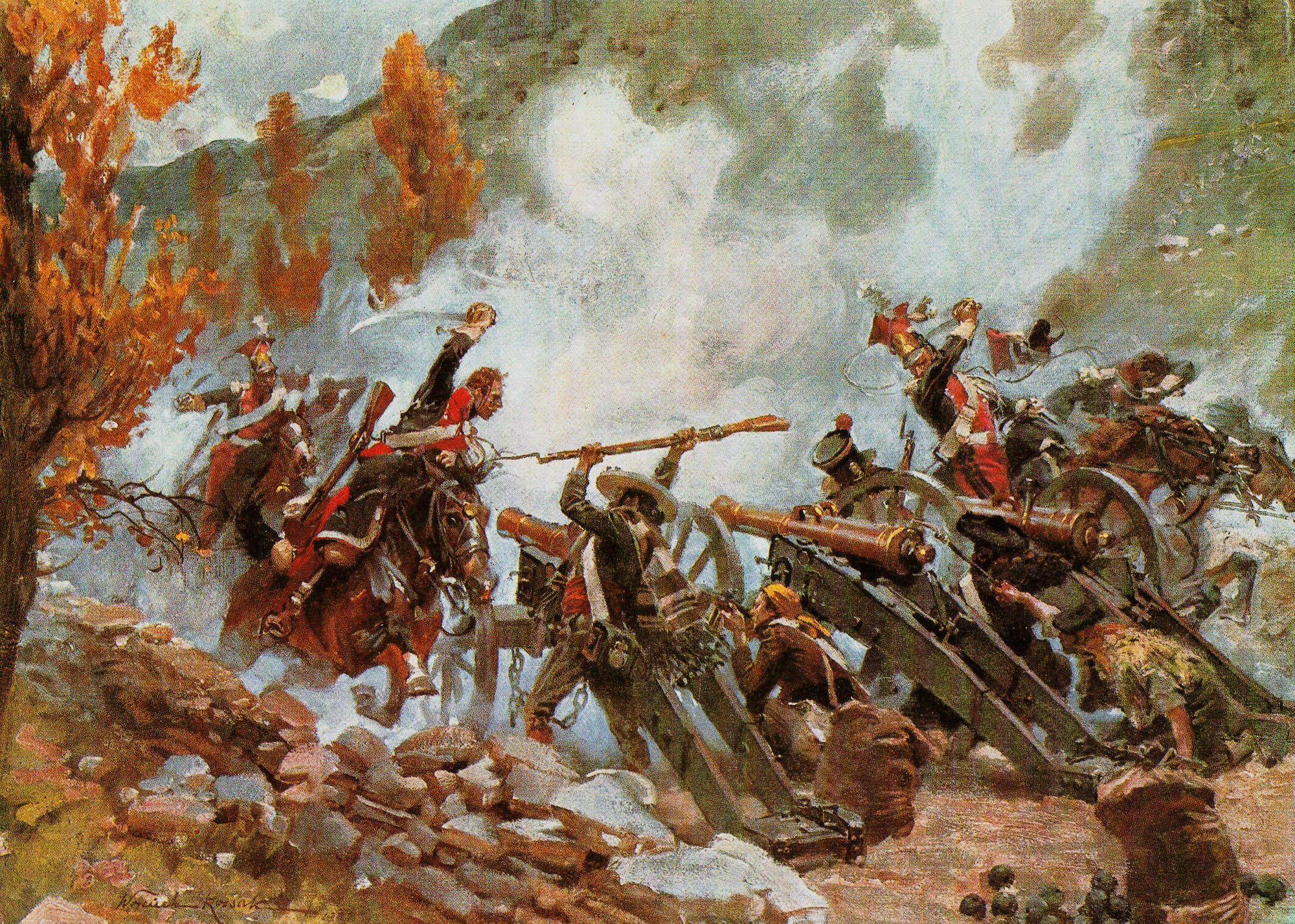
Wojciech Kossak, La batalla de Somosierra, carga de polacos caballería en el valle de Somosierra

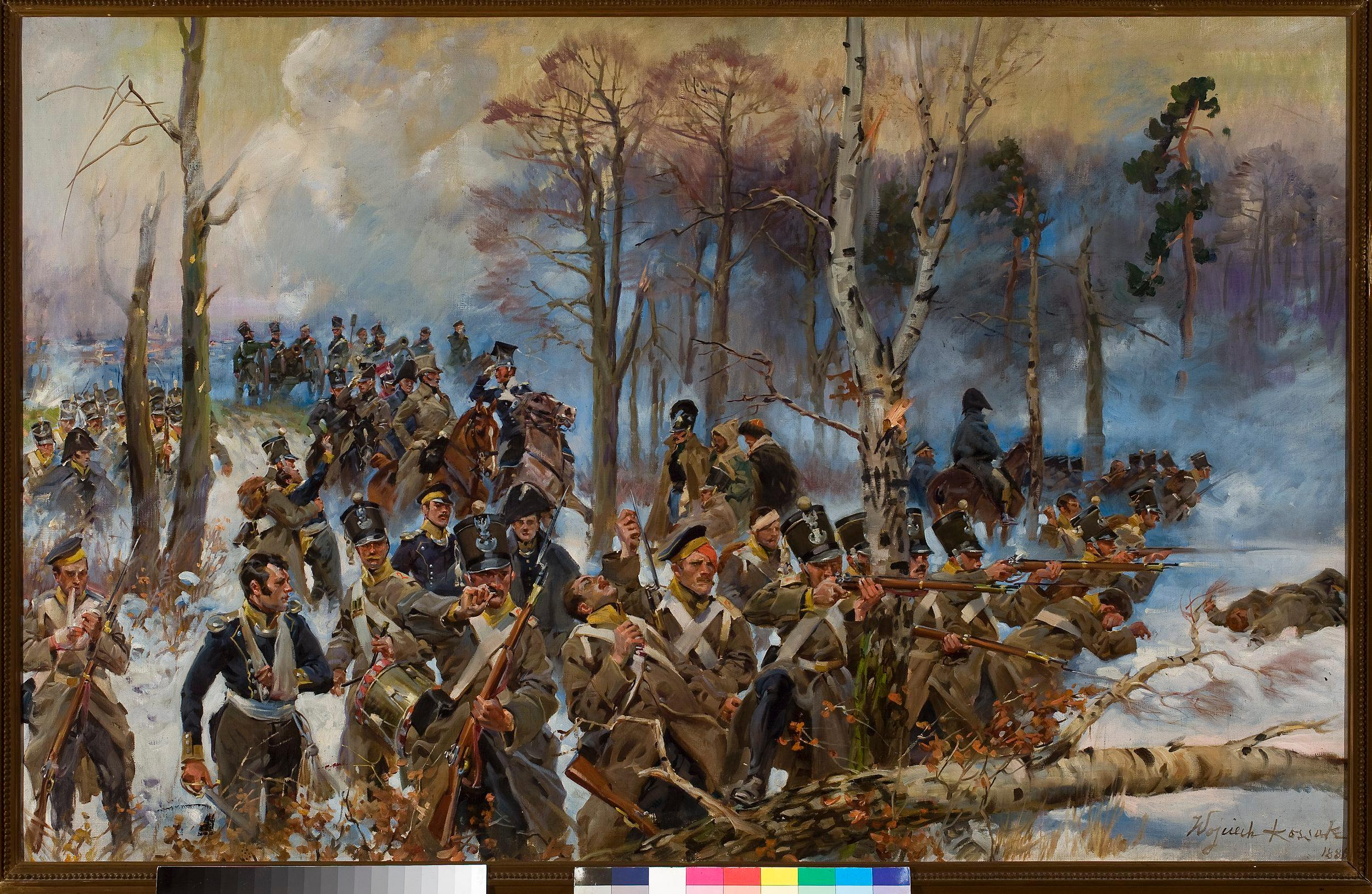
Wojciech Kossak, La batalla de Olszynka Grochowska (ca 1931, Museo Nacional de Varsovia)

## Obra
Su estilo histórico se diferenciaba del de su predecesor Jan Matejko. Kossak pertenecía a una generación de escenaristas bélicos y estaba muy influenciado por su padre Juliusz. Entre sus obras más destacadas está Panorama de Racławice.  Inmortalizó también la defensa de Leópolis (1918-1919) por los jóvenes colegiales y universitarios en su La batalla de Leópolis.